# Francesco Maria Accinelli
Francesco Maria Accinelli, (Gênes, 23 avril 1700 - Gênes, 7 octobre 1777) était un prêtre et cartographe génois.
En 1732, il a été chargé par la ville de Gênes de dresser une carte de l'île de Corse à des fins militaires. La plupart de ses écrits sont restés en manuscrit.
Certains de ces manuscrits sont conservés à la Biblioteca Civica Berio de Gênes.

## Biographie
- Alberto Capacci, L'opera cartografica di Francesco Maria Accinelli, in AA.VV., Cosmografi e cartografi nell'età moderna, "Miscellanea Storica Ligure", XII, 1980, p. 121-224.
- Francesco Maria Accinelli, Atlante ligustico, edizione a cura di Gianni Claudio Bruzzone, Genova, Compagnia dei librai - Tolozzi, 1983.

## Œuvres
- Memorie Istorico-Geogr.-Politiche della Corsica (1739).
- Dizionario ecclesiastico di Genova (1759).
- Storia di Corsica (1767). La « Storia veridica » est répertoriée aux archives du Palais municipal de Gênes sous la référence Ms 0057.
- Atlante Ligustico (1774).
- Compendio delle Storie di Genova dalla sua fondazione fino all’anno (1776).